# Puente de Castilla
El puente de Castilla es un puente sobre el río Arlanzón en Burgos (provincia de Burgos, Castilla y León, España). Se encuentra junto al Paseo de la Isla y fue construido para permitir el paso hacia la antigua Estación de Ferrocarril de Burgos

## Historia

### Construcción
Cuando el ferrocarril empezó a pasar por la ciudad de Burgos en 1860 y con la construcción de la estación, y la ciudad empezó a crecer por la zona del Paseo de la Isla.  Estos motivos hicieron necesaria la construcción de un puente entre los de Santa María y Malatos. En 1879, ya existía una estructura que conectaba las dos orillas del río en esa zona, aunque era muy débil. Aun así, los miembros del consistorio llevaran a cabo algunas tareas de mejora, como por ejemplo la de en 1882, que pretendía iluminar el puente. Se hasta 1927.
En 1890 cuando se propuso un plan para dotar de más robustez al puente para permitir el paso de carruajes y carros por él. el plan también incluía las labores de contención de las aguas del río en sus inmediaciones con la construcción. En 1891, se pidió a los miembros del Ayuntamiento que, sin mucha dilación, empezaran estas obras pues el tráfico generado por la estación crecía bastante. Las obras aún tardaron en iniciarse. El Ayuntamiento solicitó, en 1901, que la obra se financiase con las arcas estatales, ya que se consideraba esta estructura como la parte final de la Carretera a Aguilar de Campoo, porque conectaba con la estación de ferrocarril, y por lo tanto debía ser responsabilidad de las autoridades centrales su construcción. El Ministerio de Fomento se responsabilizó de los trabajos.
El diseño de la obra lo hizo el ingeniero Ramón Olano Berroeta en 1906. Las obras fueron adjudicadas en enero de 1907 por el contratista José Francisco Zabaleta. El Ayuntamiento no debió de quedar muy conforme ni con las calidades estéticas ni con la anchura del proyecto por lo que solicitó a las autoridades madrileñas que se ensanchara para lograr una mejor circulación y que no se ejecutara según los modelos comunes establecidos por el Ministerio de Fomento para todos los puentes promovidos por este ministerio. Los corporativos mostraron la disposición municipal de correr a cargo con los gastos que estas modificaciones ocasionaran. El Ministerio de Fomento aceptó esta propuesta, pero pidió que para mejorar el tránsito de vehículos también se debía ensanchar el puente que cruzaba por encima el cauce de Las Huelgas que corría en las inmediaciones del puente casi en paralelo al río Arlanzón. Este replanteamiento hizo que la construcción se detuviera nada más iniciarse con el fin de poder diseñar una nueva obra conforme a las aspiraciones municipales y que el Ingeniero Jefe de Burgos pudiera valorar los trabajos realizados por Zabaleta.
Finalmente, el 17 de marzo de 1910, el ingeniero Ramón Olano Berroeta presentó un nuevo proyecto que recogía las condiciones exigidas por el Ayuntamiento y que llevó aparejado un proceso de reforzamiento de los pilares del puente. Pronto el puente se convirtió en un elemento esencial del ambiente urbano. Se pensó en ponerle el nombre de Mariano Martín Campos, ingeniero de caminos, canales y puertos muy comprometido con los proyectos hidráulicos burgaleses, aunque no se verificó.

### Mejoras
La construcción del Puente de la Estación favoreció el desarrollo de labores para la mejora y la canalización del río en sus inmediaciones que ya habían sido propuestas en el proyecto de 1890. En 1923 se proyectó un muro de contención de las aguas, en la zona del actual Paseo de la Isla, que, empezando desde este puente, recorría una buena parte de la distancia que le separaba del de Malatos. Pocas fueron las actuaciones que se desarrollaron desde su finalización y algunas de las propuestas no llegaron a ejecutarse.

### Cambios en los elementos decorativos
A lo largo de los años se el puente ha sido modificado:
- En 1939, cuando la Guerra Civil acababa de finalizar se pensó en ubicar en el puente unas columnas que, además de conmemorar la victoria, sirvieron como decoración para mejorar su estática.
- En 1971, un accidente de tráfico obligó a reparar la barandilla.
- En 2009, se desarrollaron las obras que se agruparon en un proyecto más amplio que incluía la remodelación de la conexión con la Avenida de Palencia y con la Calle Conde de Guadalhorce. El proyecto fue realizado por el ingeniero de caminos David Hernández Sobrino y por el ingeniero Técnico de Obras Públicas Andrés Alonso Cejudo, por parte de la Empresa Prointec, actuando como director el técnico municipal Luis María Arce Lastra. consistió en la ampliación de su plataforma para conseguir aumentar el número de carriles y así intentar reducir los problemas de la saturación del tráfico en esta zona acrecentados a raíz de la peatonalización del Puente de Santa María.  También se restauraron y reforzaron los pilares de piedra para que pudieran sustentar la nueva plataforma. Estos trabajos trataron de que la imagen resultante no fuera muy diferente de la original en un contexto urbano definido por sus caracteres estéticos de 1910.[1]